# هوشینو ۳۸۲۸
سیارک ۳۸۲۸ (به انگلیسی: 3828 Hoshino، نامگذاری:1986WC) سه هزار و هشتصد و بیست و هشتمین سیارک کشف شده‌است که در ۲۲ نوامبر ۱۹۸۶ کشف شد.
قدر مطلق سیارک برابر ۱۱٫۵۰ است.